# Can Turró
Can Turró és una masia de Santa Maria de Palautordera (Vallès Oriental) protegida com a bé cultural d'interès local.

## Descripció
La masia s'orienta cap a l'est i és coberta a dues vessants. L'edifici compost de planta baixa, pis i golfes. Té un portal adovellat amb arc de mig punt i finestres de pedra d'arc pla (les del pis amb el replanell motllurat). La finestra situada a l'esquerra del portal té gravada la inscripció: 1778. A sobre del portal hi ha una finestra amb guardapols de pedra; s'aprofitaren materials d'altres construccions. A la paret nord també hi ha una finestra que aprofita una mola de molí. A l'interior s'hi conserva sencer el forn de pa. Al darrere de la casa hi ha un empedrat que correspondria al lloc a on s'entrava el carro.

## Història
Fou deshabitada de 1686 a 1989 i comprada el 1989 pel sr. Volart. El 1990 s'inicia la reforma i rehabilitació de la casa per tal de condicionar-la com a habitatge.